# Paul Hammond (calciatore)
Paul Hammond (Nottingham, 26 luglio 1953) è un ex calciatore inglese, di ruolo portiere.

## Carriera

### Giocatore
Tra il 1972 ed il 1977 ha giocato con il Crystal Palace a cavallo tra la prima e la terza divisione inglese, per un totale di 117 incontri disputati in partite di campionato con la maglia dei Glaziers. Ha inoltre giocato per numerose stagioni nella NASL con vari club, vincendo anche un campionato nel 1975 con i T.B. Rowdies, giocandovi in prestito dai Glazers.

### Allenatore
Nella stagione 2006-2007 ha allenato i dilettanti del Bridport.

## Palmarès

### Giocatore

#### Competizioni nazionali
- Campionato NASL: 1

Tampa Bay Rowdies: 1975